# Повільне кермо
Повільне Кермо або Langsames Steuer — київський інді-рок гурт.

## Історія
Гурт було засновано 1991 року в Києві. Їхній стиль був найближчим до експериментального нойзу. Головною особливістю гурту на українській сцені було вживання німецької мови (як для співу, так і для спілкування з публікою). Про причини цього точно не відомо. Ось що написав про це згодом музичний критик Роман Піщалов: 
| Ліві лапки | Цікаво, що могло б ховатися за вибором німецької як мови текстів і мови спілкування з публікою? Думаю, не тільки піжонство. Що приходить в голову перше, коли чуєш німецьку? „Гітлер капут”, „шмайсер”, „генде гох”. Агресія. Наступ. Напір. Для того, щоб німецька звільнилась від асоціації з агресією, має пройти ще не знаю скільки часу. Німецька — це міцний залізобетонний вал, що тягнеться з землі до неба і зі сходу на захід. Німецька — це сила. Її покликано спочатку встановити дистанцію, підкреслити відмінність, а потім загіпнотизувати та підкорити маси. Приблизно так це мало би працювати. Проте не спрацьовувало: маси не підкорювалися і на концертах нойзовий інді-рок сприймали прохолодно, хоча і йшлося там радше про Einstürzende Neubauten і D.A.F., ніж про Messerschmitt і Junkers. | Праві лапки |

Гурт активно концертував, зокрема на альтернативних музичних фестивалях, ставши досить відомими до 1994 року, коли колектив розпався.

## Учасники
- Олександр Нетребчук — вокал.
- Юрій Мисливець — клавішні.
- Олеся Січкіна — вокал, гітара.
- Андрій Негреску — гітара.
- Ростислав Коваль — бас гітара.

## Дискографія
- 1993 — Das Langsames Steuer (міні-альбом)
- 1994 — Добряче вино
- 2001 — Повільне Кермо (компіляція перших двох альбомів) [Лейбл Quasi Pop]
- 2002 — Konzerte 17 Mai 1994 (запис живого виступу 17 травня 1994 року в Українському домі в Києві) [Лейбл Quasi Pop]